# Claudia Brown/Jennyfer Lewis
Claudia Brown y/o Jennyfer Lewis (nacidas en Oxford en ambos casos) son dos personajes homólogos ficticios de la serie Primeval. Es interpretada por Lucy Brown.

## Claudia Brown
Claudia Brown trabaja en el Servicio Civil del Ministerio del Interior. Durante dos años, estaba comprometida para casarse, pero ella rompe su relación amorosa un mes antes de la boda. Resultando en que ella no haya tenido relaciones significativas desde entonces, hasta que se enamora de Nick Cutter después de que este la defendió de los Anurognathus.
Al igual que Lester, su papel oficial en el Ministerio del Interior no está claro. Desde el descubrimiento de la primera anomalía registrada, Claudia ha trabajado junto a Nick Cutter y su equipo, actuando como enlace con el Ministerio del Interior y, ocasionalmente, defendiendo las acciones de Cutter a Lester, y viceversa.
Durante el episodio 6, Claudia comienza a alucinar, viendo su reflejo como una anomalía y siendo “atacada” por gorgonopsidos en todo el Ministerio del Interior. Al final del episodio, Claudia desaparece, cuando Nick Cutter pasa por la anomalía. Las razones, quedan desconocidas, aunque Helen Cutter figura como una posible sospechosa.
Claudia está enamorada de Nick Cutter con quien comparte un apasionado beso durante el episodio 5. En el episodio 6, Claudia en modo de broma acusa a Cutter de acoso sexual, señalando que es un delito grave en el servicio civil. Sin embargo, ambos se besan justo antes de que Cutter entre en la anomalía.
Al final del mismo episodio, cuando Cutter vuelve del pasado a través de una anomalía, Claudia ya había desaparecido y ninguno de sus colegas tenían ningún conocimiento de quién es o era, Cutter cree que algo que ha hecho en el pasado ha cambiado el presente, eliminando la existencia de Claudia. Cutter queda devastado, y le describe a Claudia a Abby como "alguien importante para él" diciendo además que se preocupaba por ella. Su existencia él es único que no la niega siendo Claudia la primera mujer que él hubiera querido en su vida desde la desaparición de su esposa, Helen.
Claudia queda fuera de la existencia en la segunda temporada, aunque otra mujer que parece ser físicamente idéntica, Jenny Lewis, aparece por primera vez en el episodio 7. Al final del episodio 8, Cutter le explica a Jenny lo mejor que puede sobre lo que podría haber ocurrido para cambiar el pasado, mencionándole que Claudia, trabajando como asistente de Lester fue cambiada por un hombre llamado Oliver Leck, que fue revelado como alguien que trabaja para Helen Cutter. Al final Cutter rompe la foto de él con Claudia (aunque en la tercera temporada se revela que reparó parte de ella) porque cree que no hay nada que pueda traerla de vuelta. Esto también puede ser debido a la tristeza que tiene después de perder a su mejor amigo Stephen Hart.
Se suponía que Helen era la responsable de la desaparición de Claudia siendo sustituida por Jenny, sin embargo, esto no se ha demostrado completamente debido a que Helen explica en el episodio final de la segunda temporada que todo fue un accidente.

## Jennyfer Lewis
Jennyfer «Jenny» Miller (de soltera Lewis) es interpretada por Lucy Brown y sustituyó a un personaje físicamente idéntico y temperamentalmente diferente, Claudia Brown, interpretada por la misma actriz. Ella es de 28 años de edad. Al final de la primera temporada, Claudia desaparece de la línea de tiempo, para gran decepción de Cutter, que encontró dificultades para adaptarse cuando Jenny apareció porque se ve exactamente como Claudia.
La actitud de Jenny contrasta con la de Claudia. Es autoritaria y terca, ignorando la orden de Cutter a tomar las escaleras en el episodio 8.
Jenny está prometida con su novio, pero los comentarios realizados por ella en el episodio 10 indican que su novio "no es muy curioso, no sobre su trabajo de todos modos" podría significar que está pensando en re-pensar su relación. En el episodio 13, Jenny que ya no tiene novio, ya que rompió el compromiso después de que él pensó que había conocido a otro hombre, aunque, como Jenny mencionó: "Yo no podía decirle que no era otro hombre, tanto como un algo".
Cutter le explica a Jenny que no ha tenido suerte con las mujeres: Helen desapareció ocho años antes, dejándolo para viajar en el tiempo, y según él la última mujer en su vida (Claudia Brown) desapareció por una alteración en el tiempo.
Jenny es inicialmente empleada por James Lester para crear historias para cubrir las actividades del Centro de Investigación de anomalías, sin que diga lo que la CRA está haciendo en realidad. Descubre que el centro está implicado en el trato con animales prehistóricos, cuando desobedece una orden directa y accidentalmente se encuentra cara a cara con un gusano de la niebla que llegó a través del bloque de oficinas de anomalía en el episodio ocho. Sin embargo, una vez que ha superado el shock inicial, Jenny se ajusta rápidamente y toma la naturaleza inusual de la tarea en su paso. Aunque su trabajo es oficialmente sólo relaciones públicas, no tiene dificultad en tomar un papel de liderazgo cuando sea necesario. Dirigió un equipo blindado para investigar la anomalía de la iglesia en el episodio doce (aunque en realidad es una falsa alarma intencional) y hacerse cargo de la evacuación de instalaciones secretas en Leck en el episodio trece. En este último también es revelada a ser una excelente tiradora, disparándole a uno de los hombres de Leck de lejos. Ella explica su capacidad de puntería diciendo que "mientras sus amigos preferían montar a caballo, ella prefería el tiro al disco. James Lester la ve como el miembro más fiable del equipo, y la hace líder provisional tras la muerte de Nick Cutter.
Una peculiaridad del carácter de Jenny es que ella siempre lleva zapatos de tacón alto, que no son necesariamente apropiados o prácticos para el trabajo que hace y, a veces la obstaculizan. Era su renuencia a subir las escaleras con tacones altos que la llevó primero, en el episodio 8, a saber la verdad acerca del propósito de la CRA. En la tercera temporada, es mucho más sensible en su vestir, con ropa más adecuada, el cabello suelto, y menos maquillaje (lo que la hizo parecerse a Claudia mucho más), posiblemente debido a que es cada vez más experimentada.
Claudia permanece fuera de la existencia para el resto de la serie, aunque Jenny aparece por primera vez en el episodio 7. Al final del episodio 8, Cutter le explica a Jenny lo mejor que puede sobre lo que podría haber ocurrido para cambiar el pasado. 
Se suponía que Helen era la responsable de la desaparición de Claudia siendo sustituida por Jenny, sin embargo esto no se piensa que es el caso cuando Helen explica que el primer cambio fue un accidente.
Jenny le confiesa a Sara que ella se ha enamorado de Nick Cutter.
Cuando Nick muere en el episodio 16 cuando el CRA estalla, Jenny rompe en llanto junto con Connor y Abby, mientras que Sarah los observa en silencio. Jenny le dice a Sarah que quería decirle a Nick que lo amaba. Lester la promueve temporalmente a líder del equipo en el episodio 17. En el episodio 18, Jenny descubre una fotografía parcial de Claudia Brown, entre los bienes que quedan de Cutter. Al final del episodio, después de ser reanimada por el equipo, toma la decisión de dejar su puesto para el Centro de Investigación de la anomalía. Dejándose en duda en cuanto a si está volverá o no.
Jenny vuelve a aparecer en la cuarta temporada durante su boda. En ese episodio, el castillo en donde se celebra su matrimonio es asaltado por un grupo de hienodontes.